# Andrej Brvar
Andrej Zlatko Brvar, slovenski lektor, urednik in pesnik, * 8. avgust 1945, Čačak, Srbija.
Študiral je primerjalno književnost in italijanščino na Filozofski fakulteti v Ljubljani. Deloval je kot lektor in urednik, kasneje pa se je posvetil poeziji.

## Življenjepis
Andrej Brvar se je rodil v Čačku, ker so Nemci na začetku druge svetovne vojne izgnali njegovo takrat še neporočeno mamo in očeta. Starša sta zaradi rojstva Andrejeve sestre pa tudi zaradi očetove zaposlitve (kot profesor glasbe je kar dobro zaslužil) ostala v Srbiji vse do leta 1956, sedemletnega Andreja pa sta poslala k babici (očetova mama, po rodu Primorka, hči vipavskega pesnika in odrskega pisca Franca Radoslava Silvestra) v Maribor, da bi hodil v slovensko šolo. Babica mu je kar štiri leta nadomeščala mamo, njena vzgoja je bila po Andrejevem pripovedovanju »stroga in prav nič razčustvovana.«
V gimnazijskih letih je bil sprva prepričan, da bo šolanje nadaljeval na akademiji za likovno umetnost, saj je že kot otrok opazil, da vidne vtise zaznava in doživlja veliko močneje kot drugi. Toda moč besede ga je počasi, a vztrajno začela privlačevati bolj kot risba in barva, zato se je po maturi vpisal na Filozofsko fakulteto v Ljubljani, smer primerjalna književnost in italijanščina. Likovna umetnost je ostala do danes njegov vzporedni medij, slika pa tudi temeljni element njegove poezije.
Študentska leta v Ljubljani je preživel zelo intenzivno, ob danes že legendarnem profesorju Dušanu Pirjevcu je prvič našel svoje »mesto znotraj takratne literature in mišljenja.« Leta 1966 mu je osupljiva drugačnost pesniške zbirke Poker Tomaža Šalamuna odprl povsem nov, osvobajajoč pogled na svet in literaturo, z navdušenjem je sodeloval v avantgardnem Gledališču Pupilije Ferkeverk in tudi pri študentskih nemirih oziroma zasedbi filozofske fakultete ter seveda pisal poezijo.
Po diplomi se je odločil za vrnitev v Maribor, ker so ga na Dravo in mestno okolico vezala mnoga temeljna doživetja, ki so oblikovala njegovo osebnost in že takrat našla odsev v njegovi poeziji. Zavzemal se je za regionalno družbeno ureditev Slovenije, ki naj bi kljub razpršenosti omogočala bistveno večjo kreativnost; za to so se zavzemali še drugi in skupaj z njim je bila to mariborska peterica (Brvar, France Forstnerič, Drago Jančar, Marijan Kramberger in Tone Partljič), skupaj so leta 1973 izdali znameniti zbornik Skupaj. Z njim so želeli »na manifestiven način pokazati, da se da dobro in sodobno pisati tudi izven nacionalnega središča...«, kjer je po Brvarjevem mnenju še danes prevelika koncentracija literatov in intelektualcev.
V Mariboru je Andrej do leta 1989 služboval kot lektor v Mariborski knjižnici, nato kot urednik za izvirno leposlovje in humanistiko pri Založbi Obzorja, po izgubi njene samostojnosti oziroma stečaju se je leta 2002 skupaj z zbirko Zbrana dela slovenskih pesnikov in pisateljev preselil v uredništvo študentske založbe Litera, kjer je zaposlen še danes.
V zadnji pesniški zbirki (Naplavine) je razkril, da je pognal korenine v štajerski prestolnici tudi ali pa morda predvsem zaradi mame, ki mu je v daljni Srbiji s hrepenečim pripovedovanjem o Mariboru pričarala »mili otroški privid«, za katerim hodi še danes.
Brvar pa Maribora ni zapisal v slovensko duhovno zgodovino samo z mnogimi pesmimi, na kar bodo Mariborčani nekoč gotovo še bolj ponosni, ampak tudi z ureditvijo Mariborske knjige (1999), v kateri so zbrani literarni odlomki in pričevanja različnih avtorjev o zgodovini in značaju mesta, dodana pa jim je še Brvarjeva poglobljena in kritična zgodovinsko-sociološka spremna študija Mesto spodrezanih korenin, ki je imela v širši strokovni javnosti velik odziv.  
Brvar je poleg drugih nagrad dobil 2014 mariborsko Glazerjevo nagrado (za življenjsko delo), 7. februarja 2015 so mu podelili Prešernovo nagrado za življenjsko delo, leta 2017 pa je prejel Zlatnik poezije, priznanje za življenjski pesniški opus in za ustvarjalno požlahtnjenje slovenskega jezika in kulture.        

## Brvarjeva poezija in njen slog (citirano po: Tri pesnitve. Spremna beseda Darka Tancer-Kajnih. Maribor: Litera, 2007)
Čeprav lahko podatke o pesniku najdemo v vseh pomembnejših slovenskih književnih pregledih in čeprav je njegova poezija uvrščena v številne antologije ter šolska berila in je bila tudi nagrajena z uglednimi nagradami: Kajuhova nagrada (1988), nagrada Prešernovega sklada in Glazerjeva listina (1991) ter ponovno Glazerjeva listina (2001), po mnenju dobrih poznavalcev njegove literature njegova poezija še vedno ni dobila ustreznega mesta v slovenski literarni vedi. Morda zato, ker je njegovo poezijo, ki naj bi predstavljala svojevrstni spoj modernizma z realizmom težko »spredalčkati«, saj je vedno močno odstopala od sočasnih literarnih tokov. Zelo posebna je že zaradi izjemno radoživega odnosa do življenjske stvarnosti in izrazito akcijskega vzdušja, kar je seveda povezano z Brvarjevim izjemnim vitalizmom, ki pa ga ne smemo preprosto enačiti z njegovim značajem. Brvar je že večkrat pojasnil, da se njegova poezija poraja iz njegove »kar naprej ponavljajoče se presunjenosti oziroma čudenja nad eksistenco sveta, človeka in samega sebe kot samosvoje, enkratne človeške identitete«.
Prevladujoče slogovno sredstvo Brvarjeve poezije ni priljubljena metafora, temveč metonimija. Značilna je tudi dokumentarnost oziroma vnašanje zelo vsakdanjih in izrazito osebnih izkušenj iz najbližjega, pogosto družinskega okolja. Brvarjevo najprepoznavnejše pesniško izrazno sredstvo je seveda slika oziroma podoba iz objektivnega sveta. Podobe (najpogosteje zelo neposredni prerisi iz obdajajočega sveta, lahko pa so tudi asociativni preskoki) se mu v ustvarjalnem postopku običajno nanizajo v »slikovne montaže«, v zadnjih zbirkah pa se mu vedno pogosteje razvijajo v »zgodbe kot globalne metafore« o nekem bivanjskem problemu. Brvar pravi: «Svet moje poezije je že od nekdaj svet čudenja nad tem, kar vidim, čutim, voham, se pravi nad tem, da ves realni, objektivni svet preprosto je oziroma da je, kakršen je... S svojo poezijo preprosto hočem biti priča svojemu življenju, priča temu, da sem in da sem, kakršen sem.«

## Pesniške zbirke
- Sikanica, Založba Obzorja, 1969
- Kdo je ubil Holoferna, Založba Obzorja, 1973
- Skupaj (soavtor), Založba Obzorja, 1973
- Pesmi, samozaložba, 1975
- Osemnajst pesmi plus dodatek, Mladinska knjiga, 1979
- Pesnitev o tem, kako je nastajala neka pesniška zbirka, Državna založba Slovenije, 1981
- Skrčka čez palico (izbor), Cankarjeva založba, 1984
- Domača naloga (za mladino), Partizanska knjiga, 1985
- Mala odiseja (za mladino), Partizanska knjiga, 1988
- Zimska romanca (za mladino), Partizanska knjiga, 1988
- Pesnitve in pesmi, Založba Obzorja, 1990
- Popoldan, Cankarjeva založba, 1996
- Naplavine, Študentska založba (zbirka Beletrina), 2004
- Retrospektiva (izbor), Mladinska knjiga (zbirka Kondor), 2007
- Transverzala : od Slikanice do Materiala (zbirka Beletrina; zbrane pesmi, 2017
- Fusnote, 2020

## Avtorjev mladinski opus (citirano po: Tri pesnitve. Spremna beseda Darka Tancer-Kajnih. Maribor: Litera, 2007)
V letu, ko se je Andreju Brvarju zaokrožil štirideseti življenjski jubilej, nas je presenetil z Domačo nalogo, svojo prvo knjigo za mlade bralce,ki je izšla pri založbi Partizanska knjiga, v zelo nevsakdanji slikaniški izdaji(z Jerajevimi gvaši in pobarvanimi grafiti šolskih klopi ter lepopisom Evite Lukež). Leta 1988 je ista založba izdala še dve Brvarjevi knjigi, ki sta skupaj s prvo sklenili »trilogijo, kakršnih ne pomnimo v slovenski književnosti za mladino.« (Večer, 8. 3. 1989) Vse tri knjige je ilustriral in likovno opremil mednarodno uveljavljen akademski slikar in fotograf Zmago Jeraj, ki se - prav tako kot njegov prijatelj Brvar, kateremu je opremil večino pesniških zbirk - do takrat in tudi kasneje ni posvečal ustvarjanju za otroke. Za Malo odisejo, v bistvu pa za trilogijo v celoti, sta ustvarjalca leta 1989 prejela Kajuhovo nagrado založbe Borec. Žirija je v utemeljitvi zapisala, da sta oba avtorja s tem ciklusom »v slovensko knjižno produkcijo za otroke in mladino prispevala pomemben inovativen delež tako na tekstovni kot na vizualni sporočilni ravni.«
Tudi v časopisih in revijah objavljene kritike so opozarjale na vsebinsko in oblikovno svežino ter izjemno estetsko dognanost vseh treh knjižic, zaradi česar so posebej poudarjale njihovo univerzalnost oz. zanimivost tudi za odrasle, celo literarno zahtevnejše bralce.
Za vsa tri Brvarjeva pesniška besedila se je uveljavila literarnovrstna oznaka pesnitev ali poema. Bistvene lastnosti Brvarjeve trilogije dobro povzema definicija Borisa A. Novaka: «Že sano ime te pesniške oblike govori, da gre za križanje poezije in proze, za križišče metaforičnega jezika in proznega stavka, za ljubezenski objem poetične občutljivosti in prozne pripovedi. Ta dvojna narava pesmi v prozi se kaže tudi v mnogih drugih razsežnostih, saj gre za obliko, ki imenitno kombinira navidezno nasprotujoče si lastnosti: liričnost in humor, dramatično zgoščenost kratke zgodbe in meditativno zazrtost k poslednjim rečem. Vse kaže, da pesem v prozi s svojo fragmenatrnostjo še posebej ustreza duhu modernega časa, ko je celota sveta razpadla na črepinje.« (Oblike srca, str. 165)

## Analiza mladinskih pesmi: Domača naloga, Mala odiseja ter Zimska romanca
Domača naloga in Mala odiseja upesnjujeta doživljaje in doživljanje otroka, Zimska romanca pa mladostnika v srednješolskem obdobju.
Prva pripoveduje o potepu dveh prijateljev, ki sta vabljivo sončen dan namesto v šoli raziskovalno in uživaško, čeprav zaradi misli na učitelja ne povsem sproščeno, preživela v bližnjem mestnem parku, čemur je nato sledil učiteljev obisk na pripovedovalčevem domu in posledično še očetova ponižujoča telesna kazen.
Mala odiseja pripoveduje o prvem samostojnem potovanju devetinpolletnega dečka iz Maribora v Čačak, o njegovem soočanju z nepredvidenimi težavami, samozaupanju in pozitivni izkušnji s povsem neznanimi sopotniki na tej zelo dolgi vožnji z vlakom.
Zimska romanca pa upesnjuje prvo resno ljubezensko razočaranje, ki ga nesrečni mladenič neko popoldne utaplja z alkoholom v naključni pijanski družbi izkušenih moških, nato zaradi slabosti in strahu pred strogim očetom tava po pravljično zasneženem večernem mestu, ob prihodu domov pa presenečen doživi pravi moški pogovor z nepričakovano razumevajočim očetom.
Vse tri zgodbe so v bistvu preproste in vsakdanje, a zaradi Brvarjevega daru za izjemno poetično videnje in opisovanje najmanjših podrobnosti objektivnega sveta ter vzgibov v človeški duši zažarijo v neponovljivi lepoti.
Avtorjevo iz čisto posebnih občutij stkano pesniško spominjanje na dogodke iz lastnega otroštva pa nudi tudi globlji, lahko bi rekli kar arhetipski uvid v nekatera temeljna bivanjska vprašanja. Domača naloga na otroško neposreden način spregovori o človekovi večni želji po čim svobodnejšem, elementarnejšem življenju oziroma o vsaj občasnih uporih, pobegih pred utečenimi dnevnimi obveznostmi, bremeni in omejitvami, ki utesnjujejo, ukalupljajo (že otroško) dušo.
Za Malo odisejo je bilo v utemeljitvi nagrade zapisano, da »iz tenkočutno zabeleženih opisov na videz marginalnih drobcev potovanja raste globalna metafora odisejstva kot usodne človekove vrženosti v viharno morje negotovega sveta in njegove večne gnanosti, da v njem najde svojo Itako, svoj dom.« Na znameniti starogrški junaški ep spominja tudi štetje verzov, ki naj bi zaradi dolžine besedila bilo v pomoč bralcem.
Zimska romanca načenja eno najbolj nedoumljivih in za iskanje človekove sreče najusodnejših skrivnosti življenja, to je ljubezenski odnos med moškim in žensko, ki mu je Brvar v svoji poeziji zmeraj namenjal veliko pozornosti. Konec pesmi lahko razumemo kot mladostnikovo obžalovanje, da ga je oče posvetil v svet odraslosti in seveda moškosti s povsem demitiziranim pogledom na žensko. Brvar je v svojih ljubezenskih pesmih na široko odprl vrata prav vsem registrom tega zelo zapletenega medčloveškega razmerja, pa vendar se zdi, da je ljub očetovemu poznavalskemu poduku in svoji radoživi prizemljenosti ostal v odnosu do ženske in ljubezni oziroma do najgljoblje odprtosti skrivnostim življenja svojevrsten romantik.
Vse tri pesnitve so zapisane v prvoosebni obliki in v dramatičnem sedanjiku, pogosto se v njih pojavlja notranji monolog, ki premore zelo širok, čustevno močno nabit razpon (od najsubtilnejših opazovanj narave, ljudi in dogodkov do želje po nasilju, maščevanju in celo misli na samomor), pogosto mehčan z igrivim humorjem. Brvar uporablja moderno pesniško dikcijo, ki vključuje pogovorni jezik, tudi simpatično slabšalne besede in besedne zveze (npr. sklizniti ven, sakramenski vlak, lolek saprabolski), pa kletvice in druge neprijetno grobe formulacije, ki pa so pravilno odraz junakove notranje stiske in nemoči (npr. zvrni to prekleto invalidsko strašilo), splošno znana rekla (npr. ne bev ne mev), nekoč priljubljene »jugoslavizme« (npr. bolje išta nego ništa), številne primere (npr. in ribnik je tak, kot da ima ošpice), duhovite, lirične in nenavadne čutnonazorne predstave ter domislice (npr. vlak diši po Srbiji), ponavljanja, značilno otroško mnogovezje in poosebitve.
Trilogija je kmalu po izidu doživela ekranizacijo. Vse tri filme (imajo enake naslove kot pesnitve), ki so nastali v uredništvu otroškega in mladinskega programa TV Slovenija, je z velikim posluhom za Brvarjevo poetiko režiral Igor Pediček.

## Brvarjeva novejša mladinska poezija
V avtorjevi novejši poeziji lahko najdemo še nekaj pesmi, ki bi jih lahko zaradi tematsko-oblikovnih značilnosti lahko namenili tudi mladim bralcem (npr. Klemen, Kanglica, Rakovica, Naš Darko, Mama, se spominjaš?) Obstajajo pa tudi pesmi, ki sicer vsebujejo motiviko otroka in otroškega sveta, a so umetniško tako kompleksne, da so dostopne samo zrelejšim bralcem z bogatejšimi življenjskimi in literarnimi izkušnjami. Ena takih je nedvomno pesem Očetje in sinovi.